# Nazionale maschile di pallavolo della Cecoslovacchia
La nazionale maschile di pallavolo della Cecoslovacchia è stata una squadra europea, attiva fino al 1993, composta dai migliori giocatori di pallavolo della Cecoslovacchia ed è stata posta sotto l'egida della Federazione pallavolistica della Cecoslovacchia.

## Risultati

### Competizioni FIVB
| 1964 | 2º posto        | Convocazioni |
| 1968 | 3º posto        | Convocazioni |
| 1972 | 6º posto        | Convocazioni |
| 1976 | 5º posto        | Convocazioni |
| 1980 | 8º posto        | Convocazioni |
| 1984 | non qualificata | -            |
| 1988 | non qualificata | -            |
| 1992 | non qualificata | -            |

| 1949 | 2º posto | Convocazioni |
| 1952 | 2º posto | Convocazioni |
| 1956 | 1º posto | Convocazioni |
| 1960 | 2º posto | Convocazioni |
| 1962 | 2º posto | Convocazioni |
| 1966 | 1º posto | Convocazioni |
| 1970 | 4º posto | Convocazioni |
| 1974 | 5º posto | Convocazioni |
| 1978 | 5º posto | Convocazioni |
| 1982 | 9º posto | Convocazioni |
| 1986 | 8º posto | Convocazioni |
| 1990 | 9º posto | Convocazioni |

| 1965 | 3º posto        | Convocazioni |
| 1969 | 5º posto        | Convocazioni |
| 1977 | non qualificata | -            |
| 1981 | non qualificata | -            |
| 1985 | 3º posto        | Convocazioni |
| 1989 | non qualificata | -            |
| 1991 | non qualificata | -            |

### Competizioni CEV
| 1948 | 1º posto        | Convocazioni |
| 1950 | 2º posto        | Convocazioni |
| 1951 | non qualificata | -            |
| 1955 | 1º posto        | Convocazioni |
| 1958 | 1º posto        | Convocazioni |
| 1963 | 5º posto        | Convocazioni |
| 1967 | 2º posto        | Convocazioni |
| 1971 | 2º posto        | Convocazioni |
| 1975 | 6º posto        | Convocazioni |
| 1977 | 6º posto        | Convocazioni |
| 1979 | 6º posto        | Convocazioni |
| 1981 | 4º posto        | Convocazioni |
| 1983 | 5º posto        | Convocazioni |
| 1985 | 2º posto        | Convocazioni |
| 1987 | 6º posto        | Convocazioni |
| 1989 | non qualificata | -            |
| 1991 | 9º posto        | Convocazioni |
| 1993 | 8º posto        | Convocazioni |